# Sinularia slieringsi
Sinularia slieringsi is een zachte koraalsoort uit de familie Alcyoniidae. De koraalsoort komt uit het geslacht Sinularia. Sinularia slieringsi werd in 1994 voor het eerst wetenschappelijk beschreven door van Ofwegen & Vennam. 